# Caylus, Tarn-et-Garonne
Caylus là một commune of the Tarn-et-Garonne département in southwestern Pháp.
The Lords Rougé used to be Dukes of Caylus.
```
==Tham khảo==
```